# Виши судови Републике Србије
Виши судови су судови опште надлежности и који се оснивају за подручје једног или више основних судова. Непосредно виши суд за основни суд  ако је то одређено Законом о уређењу судова и за питања унутрашњег уређења суда и примене закона о којим се уређује положај судија, а њему непосредно виши суд је апелациони суд.
Виших судова у Србији има 25, без виших судова за територију Косова и Метохија.

## Надлежности
Виши суд у првом степену:
- суди за кривично дело за које је као главна казна предвиђена казна затвора преко десет година
- суди за кривично дело:
  - против човечности и других добара заштићених међународним правом, против Војске Србије
  - одавање државне тајне
  - одавање службене тајне
  - кривично дело прописано законом који уређује тајност података
  - позивање на насилну промену уставног уређења
  - изазивање националне, расне и верске мржње и нетрпељивости
  - повреда територијалног суверенитета
  - удруживање ради противуставне делатности
  - повреда угледа Републике Србије
  - повреда угледа стране државе или међународне организације
  - прање новца
  - кршење закона од стране судије, јавног тужиоца и његовог заменика
  - угрожавање безбедности ваздушног саобраћаја
  - убиство на мах
  - силовање
  - обљуба над немоћним лицем
  - обљуба злоупотребом положаја
  - отмица
  - трговина малолетним лицима ради усвојења
  - насилничко понашање на спортској приредби и јавном скупу
  - примање мита
  - злоупотреба положаја одговорног лица (члан 227. став 3. Кривичног законика)
  - злоупотреба у вези са јавном набавком (члан 228. став 3. Кривичног законика)
  - кривична дела за која је посебним законом утврђена надлежност вишег суда
- суди у кривичном поступку према малолетним учиниоцима кривичних дела
- одлучује о молби за престанак мере безбедности или правне последице осуде за кривично дело из своје надлежности
- одлучује о захтеву за рехабилитацију
- одлучује о забрани растурања штампе и ширења информације путем средства јавног информисања
- суди:
  - у грађанскоправном спору ако вредност предмета спора омогућује изјављивање ревизије
  - у спору о ауторском праву и сродним правима и заштити и употреби проналаска, индустријског дизајна, жигом заштићених ознака, ознаке географског порекла, топографије полупроводничких производа и права оплемењивача биљних сорти ако није надлежан други суд
  - у спору о оспоравању или утврђивању очинства и материнства
  - у спору за заштиту од дискриминације и злостављања на раду
  - у спору о објављивању исправке информације и одговора на информацију због повреде забране говора мржње, заштите права на приватни живот, односно права на лични запис, пропуштања објављивања информације и накнаде штете у вези са објављивањем информације
- суди:
  - у спору поводом штрајка
  - поводом колективног уговора ако спор није решен пред арбитражом
  - поводом обавезног социјалног осигурања ако није надлежан други суд
  - поводом матичне евиденције
  - поводом избора и разрешења органа правног лица ако није надлежан други суд

Виши суд у другом степену одлучује о жалби на одлуке основних судова:
- о мерама за обезбеђење присуства окривљеног и за несметано вођење кривичног поступка;
- за кривично дело за које је прописана новчана казна и казна затвора до пет година
- на решења:
  - донета у грађанскоправном спору
  - на пресуду у спору мале вредности
  - на одлуке донете у поступку извршења и обезбеђења
  - на решења донета у ванпарничном поступку

Виши суд у другом степену одлучује о жалби на решење јавног извршитеља или јавног бележника у складу са законом.
Виши суд води поступак:
- за изручење окривљеног или осуђеног лица, пружа међународну правну помоћ у поступку за кривично дело из своје надлежности
- извршава кривичну пресуду иностраног суда
- одлучује о признању и извршењу стране судске и арбитражне одлуке ако законом није друкчије прописано
- одлучује о сукобу надлежности основног суда са свог подручја
- обезбеђује и пружа помоћ и подршку сведоку и оштећеном и врши друге послове
- и надлежности одређене законима

Законом се може предвидети да у одређеној врсти правних ствари поступа само одређени виши суд, па тако на пример Закон о седиштима и подручјима судова и јавних тужилаштава предвиђа да је  Виши суд у Београду надлежан је да у првом степену одлучује о забрани растурања штампе и ширења информација у средствима јавног информисања и да суди у споровима о објављивању исправке информације и одговора на информацију, због повреде забране говора мржње, заштите права на приватни живот, односно права на лични запис, пропуштања објављивања информације и накнади штете у вези са објављивањем информације за територију Републике Србије, као и за спорове о ауторским и сродним правима и заштити и употреби проналазака, индустријског дизајна, модела, узорака, жигова, ознака географског порекла, топографије интегрисаних кола, односно топографије полупроводничких производа и оплемењивача биљних сорти за територију Републике Србије.